# Марнон Буш
Марнон-Томас Буш (нім. Marnon-Thomas Busch, нар. 8 грудня 1994, Штаде, Німеччина) — німецький футболіст, фланговий захисник клубу «Гайденгайм».

## Ігрова кар'єра
З 2004 року Марнон Буш займався футболом в клубній академії «Вердера». З 2012 року захисник був внесений до заявки першої команди, але продовжував грати у другій команді «Вердера» у Регіональній лізі. Дебют Буша на дорослому рівні відбувся у серпні 2014 року, коли він вийшов на заміну у матчі Кубка Німеччини. А вже за тиждень захисник провів свій перший матч в основі у чемпіонаті країни.
Влітку 2016 року для набору ігрової практики Буш був відданий в оренду у клуб Другої Бундесліги «Мюнхен 1860». Після повернення з оренди через рік Буш перейшов до клубу «Гайденгайм», з яким підписав трирічний контракт.

## Досягнення
Гайденгайм
- Переможець Другої Бундесліги: 2022/23